# Grand Prix Německa 1953
Grand Prix Německa 1953 (oficiálně XVI Großer Preis von Deutschland) se jela na okruhu Nürburgring v Nürburgu v Německu dne 2. srpna 1953. Závod byl sedmým v pořadí v sezóně 1953 šampionátu Formule 1.

## Kvalifikace
| Poř.   | No. | Jezdec               | Konstruktér           | Čas      | Ztráta   |
| ------ | --- | -------------------- | --------------------- | -------- | -------- |
| 1      | 1   | Alberto Ascari       | Ferrari               | 9:59.8   | —        |
| 2      | 5   | Juan Manuel Fangio   | Maserati              | 10:03.7  | + 3.9    |
| 3      | 2   | Nino Farina          | Ferrari               | 10:04.1  | + 4.3    |
| 4      | 3   | Mike Hawthorn        | Ferrari               | 10:12.6  | + 12.8   |
| 5      | 10  | Maurice Trintignant  | Gordini               | 10:21.7  | + 21.9   |
| 6      | 4   | Luigi Villoresi      | Ferrari               | 10:22.8  | + 23.0   |
| 7      | 7   | Felice Bonetto       | Maserati              | 10:40.8  | + 41.0   |
| 8      | 8   | Onofre Marimón       | Maserati              | 10:41.0  | + 41.2   |
| 9      | 9   | Jean Behra           | Gordini               | 10:45.5  | + 45.7   |
| 10     | 11  | Harry Schell         | Gordini               | 10:46.2  | + 46.4   |
| 11     | 17  | Toulo de Graffenried | Maserati              | 10:46.6  | + 46.8   |
| 12     | 19  | Stirling Moss        | Cooper-Alta           | 10:48.3  | + 48.5   |
| 13     | 15  | Roy Salvadori        | Connaught-Lea-Francis | 10:57.5  | + 57.7   |
| 14     | 31  | Hans Herrmann        | Veritas               | 10:59.8  | + 1:00.0 |
| 15     | 14  | Prince Bira          | Connaught-Lea-Francis | 11:02.1  | + 1:02.3 |
| 16     | 16  | Kenneth McAlpine     | Connaught-Lea-Francis | 11:07.3  | + 1:07.5 |
| 17     | 38  | Alan Brown           | Cooper-Bristol        | 11:08.7  | + 1:08.9 |
| 18     | 23  | Willi Heeks          | Veritas               | 11:18.0  | + 1:18.2 |
| 19     | 18  | Jacques Swaters      | Ferrari               | 11:18.9  | + 1:19.1 |
| 20     | 40  | Rodney Nuckey        | Cooper-Bristol        | 11:22.1  | + 1:22.3 |
| 21     | 28  | Theo Fitzau          | AFM-BMW               | 11:23.4  | + 1:23.6 |
| 22     | 20  | Louis Rosier         | Ferrari               | 11:27.4  | + 1:27.6 |
| 23     | 21  | Hans Stuck           | AFM-Bristol           | 11:37.2  | + 1:37.4 |
| 24     | 35  | Edgar Barth          | EMW                   | 11:40.8  | + 1:41.0 |
| 25     | 12  | Johnny Claes         | Connaught-Lea-Francis | 11:45.5  | + 1:45.7 |
| 26     | 36  | Rudolf Krause        | Greifzu-BMW           | 11:49.5  | + 1:49.7 |
| 27     | 34  | Kurt Adolff          | Ferrari               | 11:53.1  | + 1:53.3 |
| 28     | 24  | Theo Helfrich        | Veritas               | 11:56.3  | + 1:56.5 |
| 29     | 22  | Wolfgang Seidel      | Veritas               | 11:59.3  | + 1:59.5 |
| 30     | 41  | Günther Bechem       | AFM-BMW               | 12:13.3  | + 2:13.5 |
| 31     | 30  | Ernst Loof           | Veritas               | 12:16.8  | + 2:17.0 |
| 32     | 37  | Ernst Klodwig        | Heck-BMW              | 12:24.6  | + 2:24.8 |
| 33     | 32  | Erwin Bauer          | Veritas               | Bez času | —        |
| 34     | 26  | Oswald Karch         | Veritas               | Bez času | —        |
| 35     | 39  | Helm Glöckler        | Cooper-Bristol        | Bez času | —        |
| Zdroj: |     |                      |                       |          |          |

## Závod
| Poř.   | No. | Jezdec                         | Konstruktér           | Počet kol | Čas/Odstoupení    | Pořadí na startu | Body |
| ------ | --- | ------------------------------ | --------------------- | --------- | ----------------- | ---------------- | ---- |
| 1      | 2   | Nino Farina                    | Ferrari               | 18        | 3:02:25.0         | 3                | 8    |
| 2      | 5   | Juan Manuel Fangio             | Maserati              | 18        | + 1:04.0          | 2                | 6    |
| 3      | 3   | Mike Hawthorn                  | Ferrari               | 18        | + 1:43.6          | 4                | 4    |
| 4      | 7   | Felice Bonetto                 | Maserati              | 18        | + 8:48.6          | 7                | 3    |
| 5      | 17  | Toulo de Graffenried           | Maserati              | 17        | + 1 kolo          | 11               | 2    |
| 6      | 19  | Stirling Moss                  | Cooper-Alta           | 17        | + 1 kolo          | 12               |      |
| 7      | 18  | Jacques Swaters                | Ferrari               | 17        | + 1 kolo          | 19               |      |
| 8      | 1   | Alberto Ascari Luigi Villoresi | Ferrari               | 17        | + 1 kolo          | 1                |      |
| 9      | 31  | Hans Herrmann                  | Veritas               | 17        | + 1 kolo          | 14               |      |
| 10     | 20  | Louis Rosier                   | Ferrari               | 17        | + 1 kolo          | 22               |      |
| 11     | 40  | Rodney Nuckey                  | Cooper-Bristol        | 16        | + 2 kola          | 20               |      |
| 12     | 24  | Theo Helfrich                  | Veritas               | 16        | + 2 kola          | 28               |      |
| 13     | 16  | Kenneth McAlpine               | Connaught-Lea-Francis | 16        | + 2 kola          | 16               |      |
| 14     | 36  | Rudolf Krause                  | Greifzu-BMW           | 16        | + 2 kola          | 26               |      |
| 15     | 37  | Ernst Klodwig                  | Heck-BMW              | 15        | + 3 kola          | 32               |      |
| 16     | 22  | Wolfgang Seidel                | Veritas               | 14        | + 4 kola          | 29               |      |
| Ret    | 4   | Luigi Villoresi Alberto Ascari | Ferrari               | 15        | Motor             | 6                | 1    |
| Ret    | 38  | Alan Brown                     | Cooper-Bristol        | 15        | Motor             | 17               |      |
| Ret    | 8   | Onofre Marimón                 | Maserati              | 13        | Zavěšení          | 8                |      |
| Ret    | 35  | Edgar Barth                    | EMW                   | 12        | Výfuk             | 24               |      |
| Ret    | 12  | Johnny Claes                   | Connaught-Lea-Francis | 12        | Motor             | 25               |      |
| Ret    | 26  | Oswald Karch                   | Veritas               | 10        | Motor             | 34               |      |
| Ret    | 23  | Willi Heeks                    | Veritas               | 8         | Řazení            | 18               |      |
| Ret    | 9   | Jean Behra                     | Gordini               | 7         | Převodovka        | 9                |      |
| Ret    | 11  | Harry Schell                   | Gordini               | 6         | Motor             | 10               |      |
| Ret    | 14  | Prince Bira                    | Connaught-Lea-Francis | 6         | Zavěšení          | 15               |      |
| Ret    | 28  | Theo Fitzau                    | AFM-BMW               | 3         | Motor             | 21               |      |
| Ret    | 34  | Kurt Adolff                    | Ferrari               | 3         | Řazení            | 27               |      |
| Ret    | 41  | Günther Bechem                 | AFM-BMW               | 2         | Motor             | 30               |      |
| Ret    | 10  | Maurice Trintignant            | Gordini               | 1         | Diferenciál       | 5                |      |
| Ret    | 15  | Roy Salvadori                  | Connaught-Lea-Francis | 1         | Motor             | 13               |      |
| Ret    | 32  | Erwin Bauer                    | Veritas               | 1         | Motor             | 33               |      |
| Ret    | 21  | Hans Stuck                     | AFM-Bristol           | 0         | Motor             | 23               |      |
| Ret    | 30  | Ernst Loof                     | Veritas               | 0         | Palivové čerpadlo | 31               |      |
| DNS    | 39  | Helm Glöckler                  | Cooper-Bristol        | 0         | Motor             |                  |      |
| Zdroj: |     |                                |                       |           |                   |                  |      |

Poznámky
1. ↑  Alberto Ascari získal jeden bod za zajetí nejrychlejšího kola.

## Průběžné pořadí po závodě
Pohár jezdců
|        | Pořadí | Jezdec                | Body        |
| ------ | ------ | --------------------- | ----------- |
|        | 1      | Alberto Ascari        | 33,5 (37,5) |
| 4      | 2      | Nino Farina           | 20          |
| 2      | 3      | Juan Manuel Fangio    | 19          |
| 2      | 4      | Mike Hawthorn         | 18 (20)     |
| 2      | 5      | José Froilán González | 13,5 (14,5) |
| Zdroj: |        |                       |             |